# Кармијел
Кармијел (хебр. כרמיאל, арап. ‏كارميل‎) је град у Израелу у Северном округу. Према процени из 2007. у граду је живело 44.500 становника. Званично је основан 19. октобра 1964. године у оквиру „плана за насељивање и развој Галилеје“. Статус града је добио 1985.

## Географски положај
Кармиел се налази у северном делу Израела, на пола пута између Акоа и Сафеда,
у тако званој "Беит Хакерем долини“ (хебр. בקעת בית הכרם).
Северно од града простиру се планине горње Галилеје, док се на југу простиру планине доње Галилеје.
Име града потиче од речи „Керем“ (виноград, маслинско поље) и односи се на многобројне засаде маслина, који се налазе у том крају.
Град се налази на висини од 250 m изнад нивоа мора.
Кармиел је од самог почетка планиран за 120.000 становника и његови рејони се изграђују постепено по тим плану.
Данас у Кармиелу живи нешто више од 50.000 становника, док је још 1989. било њих само 22000. По овом плану, Кармиел би требало да има 120.000 становника у 2020. години.
Планирана железничка пруга Акко-Кармиел и прикључак за железничку везу Акко-Хаифа-Тел Авив су у функцији тог подухвата.

### Растојања
Већином четворосмерни путеви повезују Кармиел са Сафедом и Тиберијадом у истоку, као и са Нахаријом, Акком и Хаифом на западу/југу. Доста велики број грађана Кармиела ради у Хаифи.
- Сафед – 30
- Тиберијада – 40
- Ако – 20
- Нахарија – 30
- Хаифа – 45 km-

### Клима
Иако је Кармиел само 22 km удаљен од мора, његова клима је због свог географског положаја (заклоњен планинама на југу и северу) чак и лети већином сува и не превише врућа. Просечне летње температуре су од 25°C до 30°C, просечне зимске температуре од 5°C до 14°C.

### Суседна насеља
Кармиел је у суседству неколиких арапских насеља: Мајд Ел-Крум, Дир Ел-Асад, Бане и Раме.
Њихови становници већином раде у Кармиелу, у грађевинској индустрији, у текстилној бранши, у мештаним радионицама, у предузећима за обраду пластике, дрва и гвожђа и у разноврсним услужним гранама. Осим тога Кармиел, са својим великим комерцијалним центрима, бројне могућности куповине за становнике суседних насеља.

## Становништво
Према процени, у граду је 2007. живело 44.500 становника.
| 1983.  | 1995.  |
| ------ | ------ |
| 15.629 | 33.145 |

## Индустрија
24 квадратних километра велика индустријска зона, која се налази ван града, садржи поред текстилних предузећа и грађевинске индустрије, предузећа за обраду пластике, дрвета и гвожђа, као и неколико великих фирми високе технологије. Око 80 предузећа пружају запослење за 8000 становника и арапских суседа.

## Образовање
У Кармиелу се налази велики број образовних институција: 3 општеобразовне гимназије, 3 религијске гимназије, 3 ниже средње школе (7–9. разреда), 9 државних основних школа, једна основна школа за посебно обдарену децу, две верске основне школе, десетине предшколских обданишта и целодневних обданишта за малу децу, центар за стручно даље образовање, технолошки факултет, више спортских и културних центра широм града и центар за апсорпцију нових имиграната.

## Знаменитости
Традиционални фестивал плеса, који се у Кармиелу одржава већ од 1988. године, привлачи сваке године десетине хиљада посетиоца из целог света. 
Уз то Кармиел представља и полазну тачку за истраживање и обилазак целе Галилеје.

## Градови побратими
- Мец
- Питсбург